# Sarthon
Der Sarthon ist ein Fluss in Frankreich, der im Département Orne in der Region Normandie verläuft. Er entspringt im Regionalen Naturpark Normandie-Maine, an der Gemeindegrenze von Rouperroux und Saint-Ellier-les-Bois, entwässert anfangs Richtung Südost, dreht dann auf Süd und mündet nach rund 25 Kilometern bei Saint-Céneri-le-Gérei als rechter Nebenfluss in die Sarthe. 
In seinem Unterlauf bildet der Sarthon die Grenze zum benachbarten Département Mayenne in der Region Pays de la Loire.

## Orte am Fluss
- Longuenoë
- La Roche-Mabile
- Saint-Denis-sur-Sarthon